# سنينغ (باركشير)
سنينغ (بالإنجليزية: Sonning)‏ هي قرية و أبرشية مدنية تقع في المملكة المتحدة في إنجلترا. يقدر عدد سكانها بـ 1,445 نسمة .